# Vallée des Ponts et de la Sagne
La vallée des Ponts et de la Sagne est une vallée située au sein du massif du Jura, dans le canton de Neuchâtel en Suisse.

## Toponymie
Elle doit son nom au village de La Sagne, ainsi qu'aux nombreux ponts qui traversaient les tourbières de la vallée.

## Géographie

### Topographie
Cette vallée mesure 20 km de longueur pour une largeur moyenne de 3,5 km. Sa superficie est de 68 km2.

### Hydrographie
La vallée est traversée par le Bied qui prend sa source dans la combe des Quignets à l'est de La Sagne. Il coule ensuite du nord-est vers le sud-ouest pour finir son cours dans une doline — la Perte du Voisinage — au sud-ouest des Ponts-de-Martel.

## Histoire
Les tourbières de la vallée ont notamment été exploitées lors des deux guerres mondiales.